# Візантійський католицький собор св. Івана Хрестителя (Піттсбург)
Візантійський католицький собор св. Івана Хрестителя — церква-мати Візантійської католицької митрополичої церкви Піттсбурга, американська філія Русинської католицької церкви. Храм розташований за адресою 210 Greentree Road в Манголлі, штат Пенсильванія, передмісті Піттсбурга в долині річки Мононгаели.

## Історія

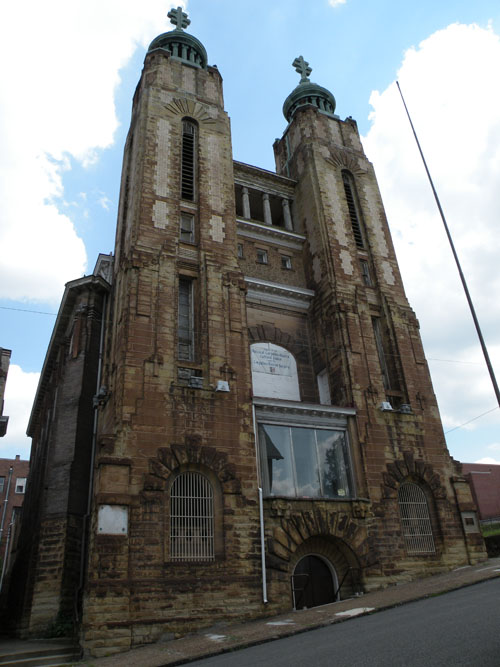
Національний Карпато-Русинський культурно-просвітницький центр, який був першим візантійським собором св. Івана Хрестителя. Він розташований за адресою 911 Діксон-стрит у Манголлі, штат Пенсильванія. Побудований в 1903 р. Архітектор Тіт де Бобула.

Починаючи з 1880-х років, десятки тисяч русинів із Карпатських гір рушили до Пітсбурга, щоб працювати у його металургійній промисловості, особливо на великій металургійній фабриці Ендрю Карнегі в Гоумстеді, штат Пенсильванія. У 1894 р. — через два роки після сумнозвісного і кривавого страйку Гомстеда — велика русинська громада Гомстеда зібралася, щоб обговорити питання формування церкви. У січні 1897 року нова церква була офіційно заснована та названа як Греко-католицька церква св. Івана Хрестителя.

## Перший собор, 1903 рік
Потребуючи більшої церкви, влітку 1902 р. Було придбано два лоти на розі вулиць Десятої та Діксонса у новоствореному (з Гомстеда) районі Манголла. Храм був розроблений архітектором угорського походження Тітом де Бобула, і спроектований за прикладом Русинського греко-католицького собору Воздвиження Святого Хреста в м. Ужгород, Австро-Угорщина. Вежі-побратими церкви, які піднімаються на 38 метрів, складаються з білої цегли в грецькому хрестоподібному малюнку, встаної в піщаник. Церква була освячена 27 грудня 1903 року єпископом Регісом Каневіном з Римсько-католицької єпархії Піттсбурга, яка тоді мала юрисдикцію над греко-католиками у своєму регіоні.
У 1920-х роках громада виросла до понад 700 сімей. У 1929 році храм був обраний собором для новоствореного Русинського греко-католицького екзархату в Америці. Історична споруда була першим в Америці собором виключно для Карпаторусинів.
У 50-х роках парафія розпочала оновлення та модернізацію Собору. Поки оновлення прогресувало, Божественна Літургія відбувалася у шкільній аудиторії. Монсеньйор Джон Гернат, який обіймав посаду ректора з 1959 по 1963 рік, завершив оновлення.

## Другий собор, 1993 рік
Монсеньйор Юдсон Процик став настоятелем кафедральної парафії 18 липня 1973 року. В якості ректора монсеньйор Процик керував планом перенесення парафії та будівництва абсолютно нового Собору. У 1978 році парафія придбала 73 000 м кв. нерухомості біля Greentree Road в Манголлі та побудувала нинішній собор, який був завершений у 1993 році.
У 2004 році собор 1903 року був проданий Карпаторусинському товариству, яке реконструює його під штаб-квартиру та культурний центр.